# Devotio moderna
Devotio moderna (łac. „nowoczesna pobożność”) – nurt pobożności rozwijający się w XIV i XV wieku w Niderlandach i Nadrenii wśród zamożnych i wykształconych mieszczan. Propagował ideały (cnoty) ubóstwa i miłosierdzia.

## Charakterystyka
Twórcą ruchu był Gerard Groot, który swoje przemyślenia zawarł w dziele „Devotia moderna”. Jego zwolenników określano mianem Braci Wspólnego Życia. Stowarzyszenie było dobrowolne, bez zobowiązujących ślubów. Członkowie winni byli żyć w ubóstwie i czystości. Zamiast żebrać, mieli pracować w dwóch niekontrolowanych przez cechy lub gildie zawodach: kopisty manuskryptów oraz kucharza. Mogli też zarabiać ucząc dzieci. Mieli około 100 domów, wśród których przeważały żeńskie. 
W 1386 przyłączyli się do zakonu augustianów, lecz nadal bez składania ślubów. Na soborze w Konstancji w 1415 obronili się przed zarzutem herezji. Ich wychowankiem i najsłynniejszym przedstawicielem był Tomasz à Kempis. Wiele z zasad wyznawców devotio moderna przejął też Erazm z Rotterdamu.